# 세키 고타로
세키 고타로(일본어: 関 航太郎, せき こうたろう, 2001년 11월 28일 ~ )은 일본의 바둑 기사이다. 일본기원 소속이며 후지사와 가즈나리 8단의 문하생이다.

## 생애 및 입단
세키 고타로는 2001년 11월 28일에 도쿄도에서 태어났으며 2017년에 입단했다. 후지사와 가즈나리 8단의 문하생이기도 하다. 이후 2018년에 2단, 2020년에 3단으로 각각 승단하고 2020년 제45기 신인왕전 우승을 하면서 4단 승단하다가 천원전 도전자로 결정한 것에 의해 7단으로 조기 승단했다. 그리고 2021년 제47기 천원전에서 천원 보유자인 이치리키 료 9단을 상대로 3-1로 승리하며 천원 타이틀을 획득하는 동시에 8단으로 승단했다. 2022년 12월 15일 제48기 천원전에서 이다 아쓰시를 꺾고 일본 천원전 2연패를 달성과 동시에 9단 승단했다.

## 우승 경력
- 2020년 제45기 신인왕전 우승 (상대 사다 아쓰시) ♦생애 첫 타이틀 획득
- 2021년 제47기 천원전 우승 (상대 이치리키 료)
- 2022년 제48기 천원전 우승 (상대 이다 아쓰시) ♦2연패 달성, 9단 승단
- 2023년 제70기 NHK배 TV 바둑 토너먼트 우승(상대 이치리키 료)
- 2024년 제3회 테이케이그룹배 준영전 준우승(상대 시바노 도라마루, 0-2)